# Missa da Ceia do Senhor
A Missa da Ceia do Senhor é a celebração da Semana Santa que abre o Tríduo Pascal e recorda a última ceia de Jesus Cristo, mais explicitamente que as outras celebrações da Missa. As igrejas Católica, anglicana, luterana e metodista, bem como certas igrejas reformadas, presbiterianas e congregacionais, celebram-na ao anoitecer da quinta-feira santa; os ortodoxos, por seu turno, possuem uma cerimônia similar, rezada na manhã do mesmo dia. 
A Missa enfatiza três aspectos do mesmo evento: a instituição da Eucaristia, do ministério sacerdotal e do mandamento de amor fraterno, ordenado por Jesus após ter lavado os pés de seus discípulos. 